# 天津县
天津县，中国旧县名。在今天津市区、东丽区、津南区、西青区、北辰区及滨海新区南半部一带。
清朝雍正九年（1731年）所设，为直隶省天津府的附郭县。
1912年（民国元年）7月天津县署裁撤，其所属机构归并天津府接管，后于1913年（民国2年）恢复天津县，并将天津府裁撤，县署设在原府署，后易名为天津县行政公署。1928年（民国17年）国民革命军占领天津，原天津县城区置天津特别市（后为天津市），天津县县治迁至灰堆（今河西区西南陈塘庄街道）。
1949年隶属天津专区。1952年划归天津市。1953年3月内务部和华北行政委员会批准撤销天津县，设立津东郊区（今东丽区）、津南郊区（今津南区）、津西郊区（今西青区）和津北郊区（今北辰区）。